# جين هاربر
جين هاربر (بالإنجليزية: Jane Harper)‏‏ (1950 في مانشستر - ) روائية، وصحفية من أستراليا.